# Matthias Schersing
Matthias Schersing, född den 7 oktober 1964, är en tysk före detta friidrottare som tävlade i kortdistanslöpning för Östtyskland. Han är gift med Petra Schersing. 
Schersing främsta merit är bronsmedaljen på 400 meter från EM 1986. Han deltog även vid VM 1987 men blev utslagen i semifinalen på 400 meter.

## Personliga rekord
- 400 meter - 44,85 från 1986